# Агрикола, Иоганн
Иога́нн Агри́кола (лат. Johannes Agricola), подлинная фамилия Шнайдер (Schneyder); известен также под именами Johannes Eisleben или Magister Islebius (производными от названия его родного города), а также Ганс Бауэр (нем. Hans Bauer, обратный перевод латинизированной формы имени), 20 апреля 1494 г. — 22 сентября 1566 г., Берлин) — немецкий богослов и литератор. Соратник Лютера, Агрикола вошёл в историю как один из самых активных проводников протестантизма своего времени.

## Биография
С 1515 года жил в Виттенберге, присоединился вскоре к Мартину Лютеру, в 1519 году сопровождал его на лейпцигский диспут и в 1525 году был отправлен во Франкфурт-на-Майне, чтобы по желанию тамошнего магистрата установить в этом городе чин протестантского богослужения. По возвращении оттуда он был учителем и приходским священником в Эйслебене и в 1536 году занял профессорскую кафедру в Виттенбергском университете, где происходила начатая им ещё раньше антиномистская распря с Лютером и Филиппом Меланхтоном. Эта ссора побудила его в 1536 году переселиться в Берлин, где бранденбургский курфюрст Иоахим II назначил его придворным проповедником и генерал-суперинтендентом. Агриколе приписывают ведущую роль при подготовке Аугсбургского интерима.

## Творчество
Агрикола — автор ряда богословских трудов, однако, он более известен как лингвист и литератор. Ему принадлежит одно из первых изданий немецких поговорок и пословиц, с комментарием. Первый их выпуск на нижненемецком языке, содержавший 300 поговорок, под названием «Drey hundert Gemeyner Sprichworter, der wir Deutschen vns gebrauchen, vnd doch nicht wissen woher sie kommen» было опубликовано в 1528 году в Магдебурге. Через год (1629) он же был издан в Нюрнберге на верхненемецком. В 1530 году был опубликован второй выпуск, в который Агрикола включил ещё 450 поговорок («Das ander teyl gemainer Tewtscher Sprichwörter, mit jhrer außlegung : hat fünffthalb hundert newer Wörtter»). Оба выпуска были заново отредактированы и изданы в книге «Sybenhundert und fünfftzig teütscher Sprichwörter, verneüwert und gebessert». Изданный впервые в 1534 в Хагенау, впоследствии этот фундаментальный сборник неоднократно на протяжении XVI века переиздавался (например, в Виттенберге в 1592).
Агриколе также приписывают текст знаменитого протестантского хорала «Ich ruf zu dir, Herr Jesu Christ» (идентификатор EG 343), мелодию которого (не принадлежит Агриколе) обрабатывали многие композиторы XVII — XVIII веков, включая И. С. Баха.